# Miguel M. Delgado
Miguel Melitón Delgado Pardavé (Ciutat de Mèxic, 17 de maig de 1905 − Ciutat de Mèxic, 12 de gener de 1994) va ser un actor, guionista i director mexicà. Primer germà de l'actriu María Tereza Montoya i de l'actor de cinema Joaquín Pardavé.

## Biografia
El 1928 (als 24 anys) va viatjar a Los Angeles (Califòrnia). Dues conegudes seves, Josefina i Lupe Vélez, el van presentar a l'actor nord-americà Gary Cooper, que el va contractar com el seu secretari i assistent personal. Amb l'ajuda de l'actor va aconseguir un lloc com a assistent de direcció de Henry Hathaway, de l'empresa cinematogràfica Paramount Pictures. Delgado va romandre a Hollywood fins a 1931.
De retorn a Mèxic, de 1933 fins a 1990 va tenir una dilatada trajectòria professional. És reconegut pel seu extraordinari treball com a director escènic i per la seva llarga col·laboració com a director d'escena amb l'actor còmic Mario Moreno "Cantinflas".

## Filmografia[2]

### Director
- 1941: El gendarme desconocido
- 1942: Els tres mosqueters (Los tres mosqueteros)
- 1942: Mi viuda alegre
- 1943: Doña Bárbara (codirector)
- 1943: Romeo y Julieta
- 1943: El circo
- 1944: Gran Hotel
- 1944: Miguel Strogoff
- 1945: Un día con el diablo
- 1945: Una mujer que no miente
- 1945: El secreto de la solterona
- 1946: Las colegialas
- 1946: El puente del castigo
- 1946: Soy un prófugo
- 1947: ¡A volar joven!
- 1947: Todo un caballero
- 1947: Una extraña mujer
- 1948: El supersabio
- 1949: El mago
- 1950: Mala hembra
- 1950: Puerta, joven
- 1950: Tú, solo tú
- 1951: Ella y yo
- 1951: Cárcel de mujeres
- 1951: Menores de edad
- 1950: El siete machos
- 1951: El cardenal
- 1952: El fronterizo
- 1950: El bombero atómico
- 1952: Un príncipe de la iglesia
- 1951: Si yo fuera diputado...
- 1952: El señor fotógrafo
- 1953: La sexta carrera
- 1953: Tu recuerdo y yo
- 1953: Los solterones
- 1954: Chucho el Roto
- 1954: Caballero a la medida
- 1954: La gitana blanca
- 1954: Cantando nace el amor
- 1955: Las viudas del cha-cha-cha
- 1954: Abajo el telón
- 1955: La fuerza del deseo
- 1955: Estafa de amor
- 1955: Pecado mortal
- 1955: Al diablo las mujeres
- 1956: No me platiques más
- 1956: Orgullo de mujer
- 1956: El fantasma de la casa roja
- 1956: La doncella de piedra
- 1957: ¡Cielito lindo!
- 1956: El bolero de Raquel
- 1957: Camino del mal
- 1957: Los televisionudos
- 1957: Asesinos de la noche
- 1957: Grítenme piedras del campo
- 1957: La mujer de dos caras
- 1958: Carabina 30-30
- 1958: Misterios de la magia negra
- 1958: Horas de agonía
- 1959: Bendito entre las mujeres
- 1959: Mi niño, mi caballo y yo
- 1959: El zarco
- 1959: Sábado negro
- 1958: Sube y baja
- 1959: El superflaco
- 1959: Pistolas de oro
- 1960: Los resbalosos
- 1960: De tal palo tal astilla
- 1960: Los pistolocos
- 1960: Bala de plata en el pueblo maldito
- 1960: Dicen que soy hombre malo
- 1960: Yo no me caso compadre
- 1960: Bala de Plata
- 1961: Se alquila marido
- 1960: El analfabeto
- 1961: El bronco Reynosa
- 1961: Casi casados
- 1961: El gato
- 1962: Vuelven los cinco halcones
- 1962: El extra
- 1962: Cazadores de asesinos
- 1962: Twist locura de la juventud
- 1962: Estoy casado, ja, ja
- 1962: Los cinco halcones
- 1963: Agente XU 777
- 1963: El rey del tomate
- 1963: Mi vida es una canción
- 1964: El padrecito
- 1964: Héroe a la fuerza
- 1964: El revólver sangriento
- 1964: México de mi corazón (Dos mexicanas en México)
- 1965: El señor doctor
- 1965: Guitarras lloren guitarras
- 1965: Perdoname mi vida
- 1965: El rifle implacable
- 1965: Cucurrucucú Paloma
- 1966: Cargamento prohibido
- 1966: ¡Viva Benito Canales!
- 1966: Amor a ritmo de go go
- 1966: Los Sánchez deben morir
- 1966: Duelo de pistoleros
- 1967: El pistolero desconocido (El comandante Tijerina)
- 1967: Caballos de acero
- 1967: El asesino se embarca
- 1967: Novias impacientes
- 1966: Su excelencia
- 1968: Por mis pistolas
- 1968: Los amores de Juan Charrasqueado
- 1968: Bajo el imperio del hampa
- 1969: Un Quijote sin mancha
- 1969: Como perros y gatos
- 1970: Pancho Tequila
- 1971: El profe
- 1972: Santo vs. la hija de Frankenstein
- 1973: Santo y Blue Demon contra Drácula y el Hombre Lobo
- 1974: Santo y Blue Demon contra el doctor Frankenstein
- 1974: La venganza de la llorona
- 1973: Conserje en condominio
- 1975: Bellas de noche
- 1975: El ministro y yo
- 1977: Las ficheras
- 1977: Chicas de alterne
- 1978: No tiene la culpa el Indio
- 1978: ¡Oye Salomé!
- 1978: El patrullero 777
- 1979: El fayuquero
- 1979: Los reyes del palenque
- 1979: La sotana del reo
- 1980: Mamá solita
- 1981: Noche de juerga
- 1981: Allá en la plaza Garibaldi
- 1981: El barrendero
- 1983: Las vedettes
- 1984: Entre ficheras anda el diablo - La pulquería 3
- 1986: Mientras México duerme
- 1988: Central camionera
- 1988: El vergonzoso
- 1989: Si mi cama hablara
- 1990: A gozar, a gozar, que el mundo se va acabar

### Guionista
- 1941: El gendarme desconocido (guionista)
- 1943: El circo (escriptor)
- 1944: Gran Hotel (escriptor)
- 1946: Las colegialas (guionista)
- 1946: Soy un prófugo (escriptor)
- 1947: ¡A volar joven! (guionista)
- 1947: Fantasía ranchera (escriptor)
- 1952: El bombero atómico (escriptor)
- 1953: El señor fotógrafo (guionista)
- 1953: Los solterones (guionista)
- 1954: Caballero a la medida (guionista)
- 1954: La gitana blanca (escriptor)
- 1954: Cantando nace el amor (guionista)
- 1955: Las viudas del cha-cha-cha (guionista)
- 1955: La fuerza del deseo (adaptació)
- 1955: Estafa de amor (guionista)
- 1955: Pecado mortal (guionista)
- 1955: Al diablo las mujeres (guionista)
- 1956: No me platiques más (guionista)
- 1956: El fantasma de la casa roja (guionista)
- 1956: La doncella de piedra (guionista)
- 1957: El bolero de Raquel (guionista tècnic)
- 1957: Camino del mal (guionista)
- 1957: Asesinos de la noche (guionista)
- 1957: Grítenme piedras del campo (guionista)
- 1958: Carabina 30-30 (guionista)
- 1958: Horas de agonía (guionista)
- 1959: Sábado negro (adaptació)
- 1959: Sube y baja (adaptació i guionista)
- 1960: De tal palo tal astilla (guionista)
- 1960: Los pistolocos (escriptor)
- 1961: El analfabeto (escriptor)
- 1962: Vuelven los cinco halcones (guionista)
- 1962: El extra (guionista)
- 1962: Los cinco halcones (guionista)
- 1963: Agente XU 777 (escriptor)
- 1964: El padrecito (adaptació i guionista)
- 1965: El señor doctor (guionista)
- 1983: Las vedettes (escriptor)

### Director adjunt
- 1934: Enemigos
- 1934: La sangre manda
- 1934: Juárez y Maximiliano
- 1934: Corazón bandolero
- 1936: ¡Vámonos con Pancho Villa!
- 1937: Nostradamus
- 1937: Las mujeres mandan
- 1937: Bajo el cielo de México
- 1938: La zandunga
- 1938: Refugiados en Madrid
- 1938: Mientras México duerme
- 1939: La casa del ogro
- 1940: ¡Que viene mi marido!
- 1941: El rápido de las 9.15

### Actor
- 1933: El tigre de Yautepec
- 1934: Enemigos
- 1934: El compadre Mendoza
- 1934: ¿Quién mató a Eva?
- 1936: ¡Vámonos con Pancho Villa! (sin crédito)

### Diversos
- 1941: Ni sangre, ni arena (director assistent)
- 1948: Tarzan and the Mermaids (director associat)

## Premis i nominacions
Nominacions
- 1946: Gran Premi (Festival de Canes) per Els tres mosqueters